# Kulaura
Kulaura är ett underdistrikt i Bangladesh. Det ligger i den östra delen av landet, 190 km nordost om huvudstaden Dhaka.
Trakten runt Kulaura består till största delen av jordbruksmark. Runt Kulaura är det mycket tätbefolkat, med 1 018 invånare per kvadratkilometer.